# Eduardo Drummond
Eduardo Lisboa Drummond Cardoso (Rio de Janeiro, 8 de dezembro de 1999), conhecido como Dudu Drummond, é um dublador brasileiro.

## Biografia
Eduardo é neto do consagrado dublador Orlando Drummond e irmão dos também dubladores Felipe Drummond e Alexandre Drummond. Iniciou a carreira de dublador aos 8 anos de idade atuando na dublagem de personagens infantis de desenhos e séries.
Em 2010 venceu o VII Prêmio Yamato, e também recebendo o prêmio de revelação da dublagem pelo trabalho em Up - Altas Aventuras.

## Principais trabalhos

### Filmes
- Dakota Goyo como Max Kenton em Gigantes de Aço[4]
- Maxwell Perry Cotton como Billy Popper em Os Pinguins do Papai
- Bretrkn Manley como John Benneth em Ted
- Ty Simpkins em Foi Apenas Um Sonho, Homem de Ferro 3, Sobrenatural, Sobrenatural: Capítulo 2
- Tom Holland em O Impossível e No Coração do Mar
- Chandler Canterbury em Repo Men - O Resgate de Órgãos / Os Coletores, A Hospedeira, Presságio (Globo)
- Jace Norman como Adam Baker, 2 (Adam #2), Winston (Adam #3), Zueiro (Adam #4), Sensível (Adam #5), Perfeito (Adam #6) em Adam e Seus Clones; Dilbert em Ho Ho Holiday[nota 1]; Rufus em Rufus e Rufus 2; Xander DeWitt em O Agente Secreto de Bixler
- Owen Joyner como Maçã em Ho Ho Holiday[nota 1]
- Rio Mangini como Floco de neve #1 em Ho Ho Holiday[nota 1]

#### Filmes animados
- Russel em Up - Altas Aventuras[5]
- Milo em Marte Precisa de Mães
- Jovem Flint em Tá Chovendo Hamburguer
- Damian Wayne/Robin em Son of Batman, Batman vs. Robin, Batman: Bad Blood, Liga da Justiça vs. Jovens Titãs e Jovens Titãs: O Contrato de Judas

### Seriados
- Ethan Cutkosky como Henry Menser em Lei & Ordem: Unidade de Vítimas Especiais
- Ethan Munck como Guppy em iCarly
- O Anjo Malvado (redublagem) - Mark Evans (Elijah Wood)
- Buddy Handleson como Henry Dillon em No Ritmo
- Cameron Ocasio como Dice Corlleone em Sam & Cat
- Jace Norman como Henry Hart / Kid Danger em Henry Danger e em Game Shakers
- Owen Joyner como Crispo Powers em 100 Coisas Pra Fazer Antes do High School; Arc em Esquadrão de Cavaleiros
- Rio Mangini como Ace McFumbles em Bella e os Bulldogs
- Filip Geljo como Agente Otto em Esquadrão Bizarro
- Voz Principal em Descobrindo a Ciência

### Desenhos/Animes
- Gumball Watterson (1ª voz) em O Incrível Mundo de Gumball
- Rei Fofo / Tifanny (1ª fase) em Hora de Aventura
- Gil em Bubble Guppies
- Jimmy Jones em Ben 10: Supremacia Alienígena e Ben 10: Omniverse
- Matt (1ª voz) em Meu AmigãoZão
- Spencer em Cara, Esse Fantasma é Meu
- McGee em Acampamento Lakebottom
- Tom em Tree Fu Tom
- Nihei em Pokémon: XYZ
- Silver em Pokémon Gerações
- Hitohito Tadano em Komi-san wa komyushou desu
- Bill em Fangbone!
- J.J. em Stitch!
- Barry Allen/Flash em DC Super Hero Girls
- Peter Pan em Jake e os Piratas da Terra do Nunca e Return to Never Land (redublagem)

### Jogos
- Teemo (primeira dublagem)/Teemo Esquadrão Ômega em League of Legends
- Nitros Oxide em Crash Team Racing Nitro Fueled

Novelas
- Pablo em Meu Coração é Teu
- Vicente em Abismo de Pasión
- Brandon Figueredo como Benjamím Franco em Eu Sou Franky; Erick em Noobees
- Luis Mayer como Xavier em Club 57